# 아바 (영화)
아바(ABBA: The Movie)는 스웨덴에서 제작된 라세 할스트롬 감독의 1977년 다큐멘터리, 코미디, 드라마 영화이다. 아바 멤버들이 주연으로 출연하였다.

## 출연

### 주연
- 베뉘 안데르손
- 비에른 울바에우스
- 안니프리드 륑스타
- 앙네타 펠트스코그

### 조연
- 로버트 휴즈
- 브루스 베리
- 해리 로렌스
- 레이 마셜